# Nicolas Sansu
Nicolas Sansu, né le 17 juin 1968 à Vierzon, est un homme politique français. Membre du Parti communiste français, il est député du Cher de 2012 à 2017 et maire de Vierzon de 2008 à 2022. Il est de nouveau élu député en juin 2022 et réélu en juillet 2024.

## Biographie
Engagé à l'UNEF-SE et à l'Union des étudiants communistes pendant ses études, il intègre le bureau national du syndicat étudiant de 1987 à 1990. Nicolas Sansu est titulaire d'un diplôme d'études approfondies (DEA) en sciences économiques.
Il adhère au Parti communiste français (PCF) en 1988.
Conseiller municipal de Vierzon (Cher) depuis 2001, il remporte les municipales au 1er tour le 9 mars 2008 avec 57,56 % des voix face au maire sortant Jean Rousseau (DVD) et Joël Hallier (DVD). Le 16 mars, il est élu maire par le nouveau conseil municipal.
Il est élu conseiller général du Cher dans le canton de Vierzon-1 en mars 2004, date à laquelle il prend la succession de François Dumon. Il est vice-président du Conseil général chargé des infrastructures, des bâtiments et des transports et des NTIC. Réélu en mars 2011, il démissionne en juin 2012 pour cause de cumul de mandats après son élection comme député. 
Collaborateur parlementaire au groupe communiste et apparenté du Sénat entre 1992 et 1997 avec une interruption de près de deux ans pendant laquelle il est directeur du cabinet de Jacques Rimbault (décédé en 1993) député-maire (PCF) de Bourges, il est attaché parlementaire de Jean-Claude Sandrier, député (PCF) du Cher de 1997 à 2012.
C'est à ce dernier qu'il succède lors des élections législatives de 2012 en étant élu dans la deuxième circonscription du Cher avec 100 % des suffrages exprimés au second tour, après le retrait de la candidate socialiste.
Il est réélu maire de Vierzon au deuxième tour des élections municipales de 2014 avec 42,77 % des suffrages exprimés, au terme d'une triangulaire très serrée, ne devançant la liste d'opposition que de 420 voix.
Il mène la liste communiste aux élections régionales de 2015 en Centre-Val de Loire et obtient 4,59 % des suffrages exprimés. Compte tenu de ce faible score, les communistes ne peuvent fusionner avec la liste socialiste et perdent tous leurs élus sortants au sein de la majorité de gauche gérant la région depuis 1998.
Le 2 mai 2017, il appelle à voter pour Emmanuel Macron au second tour de l'élection présidentielle. 
Il perd son mandat de député lors des élections législatives de 2017, obtenant au second tour 47,43 % des voix contre Nadia Essayan (MoDem). Au moment de sa défaite, il est, selon le magazine Capital et le collectif Regards Citoyens, le 39e meilleur député (sur 577) de l’Assemblée nationale pour son assiduité et son travail parlementaire.
Se déclarant lui-même « Macron-compatible », il hésite à demander l'investiture de La République en marche pour les élections municipales de 2020,. Finalement, la liste qu'il conduit à Vierzon l'emporte dès le premier tour, le 15 mars 2020, avec 50,18 % des suffrages exprimés, contre 39,05 % pour celle de Christophe Doré, qui conteste les résultats et dépose le 20 mars un recours auprès du tribunal administratif d'Orléans, qui le rejette le 30 décembre,,,. Nicolas Sansu est quant à lui réélu maire le 25 mai.
En tant que maire, il se montre très engagé contre la dégradation de l’hôpital public. Confronté à la menace de fermeture de la maternité de l'hôpital de Vierzon, il soutient dès le départ en septembre 2017 le mouvement des personnels de l'hôpital, les aidant et les accompagnant dans leurs actions. La mobilisation, étendue sur plusieurs mois, aboutit en octobre 2018 au maintien de la maternité.
Le 8 octobre 2021, aux côtés des maires de Bourges et de Saint-Amand-Montrond, il porte plainte contre X pour mise en danger de la vie d’autrui car le SMUR de Bourges, en manque d’effectifs, n'est pas capable de fonctionner la nuit.
Le 10 avril 2022, il appelle une nouvelle fois à voter pour Emmanuel Macron au second tour de l'élection présidentielle. 
En vue des élections législatives de 2022, il est investi par le PCF sous les couleurs de la Nouvelle Union populaire écologique et sociale (NUPES), dans la deuxième circonscription du Cher. Il est élu député au second tour avec 54,37 % des voix face à une candidate du Rassemblement national. Il affirme après son élection que  « [son] premier chantier sera de batailler pour sauver l’hôpital de Bourges, malade du manque de personnels et de moyens », alors que la région Centre-Val de Loire détient le record de première région touchée par les déserts médicaux.
Le 3 juillet 2022, il démissionne de son mandat de maire de Vierzon pour se conformer à la loi sur le non-cumul des mandats.
Le 4 juin 2024, il fait partie de la soixante-dizaine de députés de la NUPES à venir habillés aux couleurs du drapeau palestinien dans l'hémicycle.
Une nouvelle fois candidat aux élections législatives anticipées de 2024, sous la bannière du Nouveau Front populaire, il arrive en deuxième place avec 29,68 % des suffrages exprimés, derrière le candidat du RN Bastian Duenas (40,56 %). Il bénéficie pour le second tour du désistement du candidat Horizons en sa faveur et remporte l'élection de justesse avec 50,63 % des voix.
Spécialiste de la fiscalité du patrimoine, il est nommé co-rapporteur sur « la lutte contre la fraude fiscale » de la commission des finances. Il souhaite utiliser sa nouvelle fonction pour limiter l'usage abusif du pacte Dutreil et mettre au clair les montages financiers qui facilitent la fraude.

## Outrages à agents en 2021 et 2023
Le 19 mai 2021, alors qu'il est avec des amis à la terrasse d'un bar de Vierzon, une patrouille de la police nationale vient les séparer car le groupe ne respecte pas la jauge de six clients par table, alors en vigueur dans le cadre de la pandémie de Covid-19 en France. Nicolas Sansu proteste contre cette décision et invective deux policiers, dont l'un décide de porter plainte le lendemain pour « outrage à une personne dépositaire de l'autorité publique ». Le 23 mars 2023, un délégué de la procureure de la république de Bourges décide du classement de l'affaire en échange du versement, par Nicolas Sansu, de 300 € de « contribution citoyenne » et de 800 € de dommages-intérêts (400 pour chaque policier). 
Après avoir passé une partie de la nuit du 27 au 28 février 2023 dans un bar de Vierzon, Nicolas Sansu rentre chez lui alcoolisé. Alors qu'il se trouve à moins de 500 mètres de son domicile, son véhicule est arrêté et il fait l'objet d'un contrôle au cours duquel il invective les policiers. Convoqué au commissariat, il est placé en garde à vue le week-end des 4 et 5 mars 2023 pour « conduite en état d'ivresse et outrage à personnes dépositaires de l'autorité publique ». Ne contestant pas les faits, il se voit notifier une comparution sur reconnaissance préalable de culpabilité. Le 2 mai 2023 il est condamné à 2 mois de prison avec sursis, 4 mois de suspension de son permis de conduire et 1 000 € de dommages-intérêts (500 € pour chaque policier).

## Menace de mort
Le 3 octobre 2023, son nom apparaît sur la « liste des 180 » personnes à « éliminer » avec une balle dans la nuque publiée sur le site d'extrême droite « Réseau libre ».

## Résultats électoraux

### Élections législatives
| Année | Parti  | Parti | Circonscription | 1er tour | 1er tour | 1er tour | 2d tour | 2d tour | 2d tour | Issue |
| Année | Parti  | Parti | Circonscription | Voix     | %        | Rang     | Voix    | %       | Rang    | Issue |
| ----- | ------ | ----- | --------------- | -------- | -------- | -------- | ------- | ------- | ------- | ----- |
| 2012  |        | PCF   | 2e du Cher      | 10 958   | 28,94    | 1er      | 15 742  | 100,00  | 1er     | Élu   |
| 2017  | 7 919  | PCF   | 2e du Cher      | 24,40    | 2e       | 12 962   | 47,43   | 2d      | Battu   |       |
| 2022  | 10 300 | PCF   | 2e du Cher      | 32,36    | 1er      | 14 433   | 54,37   | 1er     | Élu     |       |
| 2024  | 12 621 | PCF   | 2e du Cher      | 29,68    | 2e       | 20 739   | 50,63   | 1er     | Élu     |       |

### Élections régionales
Les résultats ci-dessous concernent uniquement les élections où il est tête de liste.
| Année | Parti | Parti | Région              | 1er tour | 1er tour | 1er tour | 2d tour | 2d tour | 2d tour | Sièges obtenus |
| Année | Parti | Parti | Région              | Voix     | %        | Rang     | Voix    | %       | Rang    | Sièges obtenus |
| ----- | ----- | ----- | ------------------- | -------- | -------- | -------- | ------- | ------- | ------- | -------------- |
| 2015  |       | PCF   | Centre-Val de Loire | 39 450   | 4,59     | 5e       | Éliminé | Éliminé | Éliminé | 0 / 77         |

### Élections cantonales
| Année | Parti | Parti | Canton    | 1er tour | 1er tour | 1er tour | 2d tour | 2d tour | 2d tour | Issue |
| Année | Parti | Parti | Canton    | Voix     | %        | Rang     | Voix    | %       | Rang    | Issue |
| ----- | ----- | ----- | --------- | -------- | -------- | -------- | ------- | ------- | ------- | ----- |
| 2004  |       | PCF   | Vierzon-1 | 1 935    | 31,19    | 2e       | 3 837   | 58,02   | 1er     | Élu   |
| 2011  | 1 887 | PCF   | Vierzon-1 | 46,99    | 1er      | 2 984    | 72,66   | Réélu   | 1er     |       |

### Élections municipales
Les résultats ci-dessous concernent uniquement les élections où il est tête de liste.
| Année | Partis | Partis | Commune | 1er tour | 1er tour | 1er tour | 2d tour | 2d tour | 2d tour | Sièges obtenus |
| Année | Partis | Partis | Commune | Voix     | %        | Rang     | Voix    | %       | Rang    | Sièges obtenus |
| ----- | ------ | ------ | ------- | -------- | -------- | -------- | ------- | ------- | ------- | -------------- |
| 2008  |        | PCF    | Vierzon | 7 109    | 57,56    | 1er      |         |         |         | 28 / 35        |
| 2014  | 4 038  | PCF    | Vierzon | 38,82    | 4 723    | 1er      | 42,77   | 1er     | 25 / 35 |                |
| 2020  | 3 591  | PCF    | Vierzon | 50,18    |          |          |         | 27 / 35 |         |                |

### Filmographie
- Épisode Tout le monde n’a pas eu la chance d’avoir un maire communiste de la série Élu Public N°1, d'une durée de 51 minutes et 41 secondes. Réalisation de David Unger. Diffusé pour la première fois le 18 novembre 2019 sur la chaîne France 3 Centre-Val de Loire.